# Eduardo Puertollano
Eduardo Puertollano González (* 25. Februar 1934 in Montevideo) ist ein ehemaliger uruguayischer Radrennfahrer.

## Sportliche Laufbahn
Puertollano war Teilnehmer der Olympischen Sommerspiele 1956 in Melbourne. Das olympische Straßenrennen beendete er nicht. In der Mannschaftswertung des Straßenrennens kam Uruguay nicht in die Wertung. Auch in den Wettbewerben im Bahnradsport war er am Start. In der Mannschaftsverfolgung schied das Team mit René Deceja, Eduardo Puertollano, Luis Serra und Alberto Velázquez in der Vorrunde aus.
1959 gewann er bei den Panamerikanischen Spielen die Silbermedaille in der Mannschaftsverfolgung gemeinsam mit Rodolfo Rodino, Juan José Timón und Héctor Placeres. Auch bei den Panamerikanischen Spielen 1955 hatte er Silber in der Mannschaftsverfolgung gewonnen.
1956 gewann er eine Etappe der Uruguay-Rundfahrt und wurde 7. der Gesamtwertung. 1957 kam er erneut auf den 7. Rang und gewann zwei Etappen.